# 2023 en journalisme
| Années du journalisme : 2020 - 2021 - 2022 - 2023 - 2024 - 2025 - 2026    |
| Décennies du journalisme : 1990 - 2000 - 2010 - 2020 - 2030 - 2040 - 2050 |

Cet article présente les faits marquants de l'année 2023 en journalisme.

## Évènements
- Juin : Geoffroy Lejeune, ancien directeur de la rédaction de Valeurs Actuelles est placé à la direction du JDD[1]. En opposition à cette nomination, une grève de la rédaction du journal, appartenant à Vincent Bolloré, a lieu pendant six semaines[2].
- Septembre : Une journaliste de Disclose, Ariane Lavrilleux a été placée en garde à vue pour « détournement et divulgation du secret de défense nationale »[3] dans une enquête sur ses articles portant sur le possible détournement d'une aide militaire française par l'Égypte[4].
- Décembre : La journaliste Barbara Olivier-Zandronis a été écartée de l'antenne de RCI en Guadeloupe, après son interview de Jordan Bardella[5],[6].
- D'après le Comité de protection des journalistes, 99 journalistes et employés des médias ont été tués dans le monde en 2023, dont 72 « dans des attaques israéliennes sur Gaza »[7].

## Décès

### Janvier
- 1er janvier :
  - Jean-Jacques Antier (Historien militaire, journaliste et écrivain français)
  - Lise Nørgaard (Journaliste, écrivaine et scénariste danoise)
- 5 janvier : Jean Clémentin (Journaliste et écrivain français)
- 11 janvier : Günther Deschner (Historien et journaliste allemand)
- 12 janvier : Paul Johnson (Historien et journaliste britannique)
- 14 janvier : David Onley (Journaliste et homme politique canadien)
- 15 janvier : Gáspár Miklós Tamás (Philosophe politique, journaliste et écrivain hongrois)
- 16 janvier : Mousse Boulanger (Journaliste, productrice de radio, comédienne, écrivaine et poète suisse)
- 17 janvier : Martinez Zogo (Journaliste et animateur radio camerounais)
- 25 janvier : Pierre Verdet (Journaliste et écrivain français)
- 27 janvier : Bertrand Girod de l'Ain (Journaliste français)

### Février
- 1er février : Philippe Tesson, Journaliste et chroniqueur de radio et de télévision français.
- 2 février : Glória Maria, Journaliste et présentatrice de télévision brésilienne.
- 5 février : 
  - Hilary Alexander, Journaliste de mode britannique.
  - Josep Maria Espinàs, Écrivain, journaliste et éditeur catalan.
- 25 février : Roland Faure, Journaliste français, patron de presse et d'entreprises audiovisuelles.
- 26 février : Curzio Maltese, Journaliste, écrivain et homme politique italien.